# 燃灯虎耳草
燃灯虎耳草（学名：Saxifraga lychnitis）为虎耳草科虎耳草属下的一个种。

## 扩展阅读
- 維基物種上的相關：燃灯虎耳草